# 昭憲王后
昭憲王后沈氏（しょうけんおうこう・しんし/ソホンワンフ・シムシ、1395年10月12日 - 1446年4月19日）は、李氏朝鮮第4代王・世宗の正妃。本貫は青松沈氏。

## 生涯
昭憲王后は京畿道揚州の名門の一員で、のちの領議政沈温（シムオン）の娘として生まれ、13歳で第3代王・太宗の三男、忠寧大君と結婚し8男2女を儲けた。本来、王族の一夫人として生涯を送るはずであったが譲寧大君が品行不良で王世子を廃位され、夫の忠寧大君が世子に昇格、沈氏は世子嬪となった。1418年、太宗の譲位で世宗が即位し王妃となる。しかし上王となった太宗は外戚を警戒し、父をはじめ一族の多くが処刑され、母三韓国大夫人安氏は奴婢に転落させられ一族は没落された。彼女自身も廃位される危機にさらされたが、世宗の懇願と彼女が子を多く産んだ功績で不問に付された。父母の名誉はのちに回復された。以後、世宗とは良好な関係を保ち、1446年に次男・首陽大君の私邸にて薨去。 

## 家族
- 父:領議政府事 靑川府院君 沈温（1375年-1418年）
- 母:三韓国大夫人 順興安氏（生年不詳-1444年）
- 義理の叔母:慶善公主（初代国王太祖の娘で夫の叔母（舅・太宗の妹）、叔父の靑原君 沈淙の夫人）
- 義妹:驪興閔氏（夫の従兄弟に当たり（姑・元敬王后の弟・驪原君 閔無恤の娘）、弟の領中樞院事 沈濬の夫人）
- 姪:令嬪姜氏（妹と知敦寧 晋陽府院君 戴敏公 姜碩徳の娘。夫 世宗の側室で庶長子・和義君の生母）
- 甥:朴仲善（末妹と副知敦寧府事 朴去疎の息子）
  - 大甥:領議政 平城府院君 朴元宗
  - 大姪:昇平府大夫人 順天朴氏（曾孫・月山大君の夫人）
  - 大姪:昇平府夫人 順天朴氏（曾孫・斉安大君の夫人）

なお、最後の君主である純宗まで彼女の血が流れている。また現在の李家も彼女の血筋であり、多くの子孫を残した。
- 夫:第4代国王 世宗
  - 長男:第5代国王 文宗
    - 孫:第6代国王 端宗

  - 次男:第7代国王 世祖
    - 孫:徳宗（成宗の父）
      - 曾孫:月山大君（成宗の兄）
      - 曾孫:第9代国王 成宗

    - 孫:第8代国王 睿宗
      - 曾孫:斉安大君

  - 三男:安平大君
  - 四男:臨瀛大君（1420年-1469年 貞簡公、名は璆。）
    - 曾孫娘:廃妃 慎氏（第10代国王燕山君の正妃。母が臨瀛大君の娘・中牟県主。）

  - 五男:廣平大君（1425年-1444年 章懿公、名は璵。）
  - 六男:錦城大君（1426年-1457年 貞愍公、名は瑜。）
  - 七男:平原大君（1427年-1445年 定憲公、名は琳。）
  - 八男:永膺大君（1434年-1467年 名は琰。）
  - 長女:貞昭公主（1412年-1424年）
  - 次女:貞懿公主（1415年-1477年、延昌君 良孝公 安孟聃に降嫁。4男2女を儲けた。）

## 登場作品
映画
- 『王の願い ハングルの始まり』（2019年）演：チョン・ミソン

テレビドラマ
- 『根の深い木』（1983年、MBC）演：キム・ヨンエ
- 『龍の涙』（1996年-1998年、KBS）演：イム・ソヨン
- 『大王世宗』（2008年、KBS）演：イ・ユンジ、子役：ナム・ジヒョン
- 『根の深い木』（2011年、SBS）演：チャン・ジウン
- 『ポンダンポンダン 王様の恋』（2015年、MBC）演：チン・ギジュ

| 先代 元敬王后 | 朝鮮王妃 在位：1418年 - 1446年 | 次代 定順王后 |